# 半音階
半音階（はんおんかい、クロマティック・スケール 英語: chromatic scale）とは、隣り合う音の音程関係がすべて半音で構成されるような音階。十二平均律に含まれる半音階はただ一種類である。本来は、全音階における音階音が半音変化した音を伴って構成される音階であり、結果的に音階構成音の音高が半音の間隔で配置されている。調性の存在する音楽においては、例えばG♯とA♭は、たとえ同じ音高で発したとしてもG♯はGが半音高められたもの、A♭はAが半音低められたものといったように別の音として定義づけられる。これに対し、調性のない音楽（例えば十二音技法によって作曲された楽曲）においてはG♯とA♭の区別はなくなるが、そのかわりに半音上下に存在するG、Aともなんら関係性を持たない独立した音として扱われる。

## 半音階の書き方
半音階を楽譜にどのように書き表すかについては、楽典書などに規則が書かれている。ただし、実際の楽曲の中ではその通りに書かれないことも多い。
1. 長調
  1. 上行形の場合には、その調に含まれない音は、その直後の音の短2度下の音として書くか、増1度下の音として書くかであるが、短2度下の音として書き表く方が直後の音に取り消しの臨時記号を付けなくてすむので、一般にその方法が採られる。すなわち直後の音がDであればC♯、D♭であればCナチュラル、D♯であればCダブルシャープである。ただし、その音が音階の第6音（ラ）と第7音（シ）の間の音であれば、その直後の音の増1度下の音として書くのが通常である。これはハ長調ではB♭、嬰ハ長調ではBナチュラル、変ハ長調ではBダブルフラットである。
  2. 下行形の場合には、その調に含まれない音は、その直後の音の短2度上の音として書くか、増1度上の音として書くかであるが、短2度上の音として書き表く方が直後の音に取り消しの臨時記号を付けなくてすむので、一般にその方法が採られる。すなわち直後の音がDであればE♭、D♭であればEダブルフラット、D♯であればEナチュラルである。ただし、その音が音階の第4音（ファ）と第5音（ソ）の間の音であれば、その直後の音の増1度上の音として書くのが通常である。これはハ長調ではF♯、嬰ハ長調ではFダブルシャープ、変ハ長調ではFナチュラルである。
2. 短調の場合には、その調に含まれない音は、上行形、下行形の区別なく、音階の第1音（ラ）と第2音（シ）の音のみ上の音の増1度下の音（♭などを付けた音）として書き、そのほかの音はその音のすぐ下の音の増1度上の音（♯などを付けた音）として書く。

## 鍵盤における指使い
鍵盤における標準的な指使いは次のようになる。1は親指を、2は人差し指を、3は中指を表す。